# Petrovinema poculatum
Petrovinema poculatum är en rundmaskart. Petrovinema poculatum ingår i släktet Petrovinema, och familjen Strongylidae. Arten är reproducerande i Sverige.